# Adolf Dygasiński
Adolf Dygasiński (sinh ngày 7 tháng 3 năm 1839 tại Niegosławice – mất ngày 3 tháng 6 năm 1902 tại Grodzisk Mazowiecki). Ông là một tiểu thuyết gia, nhà báo và nhà giáo dục người Ba Lan. Ông là một trong những đại diện hàng đầu của chủ nghĩa tự nhiên trong nền văn học Ba Lan.

## Cuộc đời
Trong sự nghiệp văn học của mình, Dygasiński đã viết 42 truyện ngắn và tiểu thuyết. 
Kể từ năm 1884, các tác phẩm của ông được in thành sách và gặt hái được những thành công đáng kể. 
Nhiều sách đã được dịch sang tiếng Nga và tiếng Đức. 
Năm 1891, Dygasiński theo chân những người Ba Lan di cư từ đất nước Ba Lan bị phân chia đến Brazil. 
Thông qua nhiều lá thư, ông đã mô tả số phận bi thảm của những người Ba Lan di cư ở đất nước Nam Mỹ này. Trong các năm sau đó, Dygasiński duy trì công việc gia sư cho nhiều gia đình địa chủ giàu có. Cuối đời, ông định cư ở Warsaw. Ông mất ngày 6 tháng 6 năm 1902. Ông đã được chôn cất tại Nghĩa trang Powązkowski ở địa phương.

## Tác phẩm
Các tác phẩm của Dygasiński thường xoay quanh cuộc sống ở nông thôn của cư dân các thị trấn nhỏ, làm nổi bật số phận chung của cả con người và giới động vật. Một số tác phẩm tiêu biểu nhất của ông là:
- Wilk, psy i ludzie (Wolf, dogs and humans; 1883)
- Ogólne zasady pedagogiki dotyczące wykształcenia umysłu, uczuć, moralności i religijności (General principles of teaching in the education of mind, emotions, morality, and religion; 1883)
- Na pańskim dworze (At the court of the Lord; 1884)
- Głód i miłość (Hunger and Love; 1885)
- Na warszawskim bruku (On the streets of Warsaw, 1886)
- Nowe tajemnice Warszawy (New secrets of Warsaw; Quyển 1-2, 1887)
- Właściciele (Owners; 1888)
- Beldonek (Beldonek; 1888)
- Jak się uczyć i jak uczyć innych (How to learn and how to teach others; 1889)
- Pan Jędrzej Piszczalski (Mr. Jędrzej Piszczalski; 1890)
- Na złamanie karku (At breakneck speed; 1893)
- Gorzałka (Booze; 1894)
- Żywot Beldonka (Beldonek's Life; 1898)
- As (As; 1896)
- Zając (Hare; 1900)
- Listy z Brazylii (Letters from Brazil; 1900)
- Margiela i Margielka (Margiela and Margielka; 1901)
- Gody życia (Mating Life; 1902)